# Daboecia cantabrica

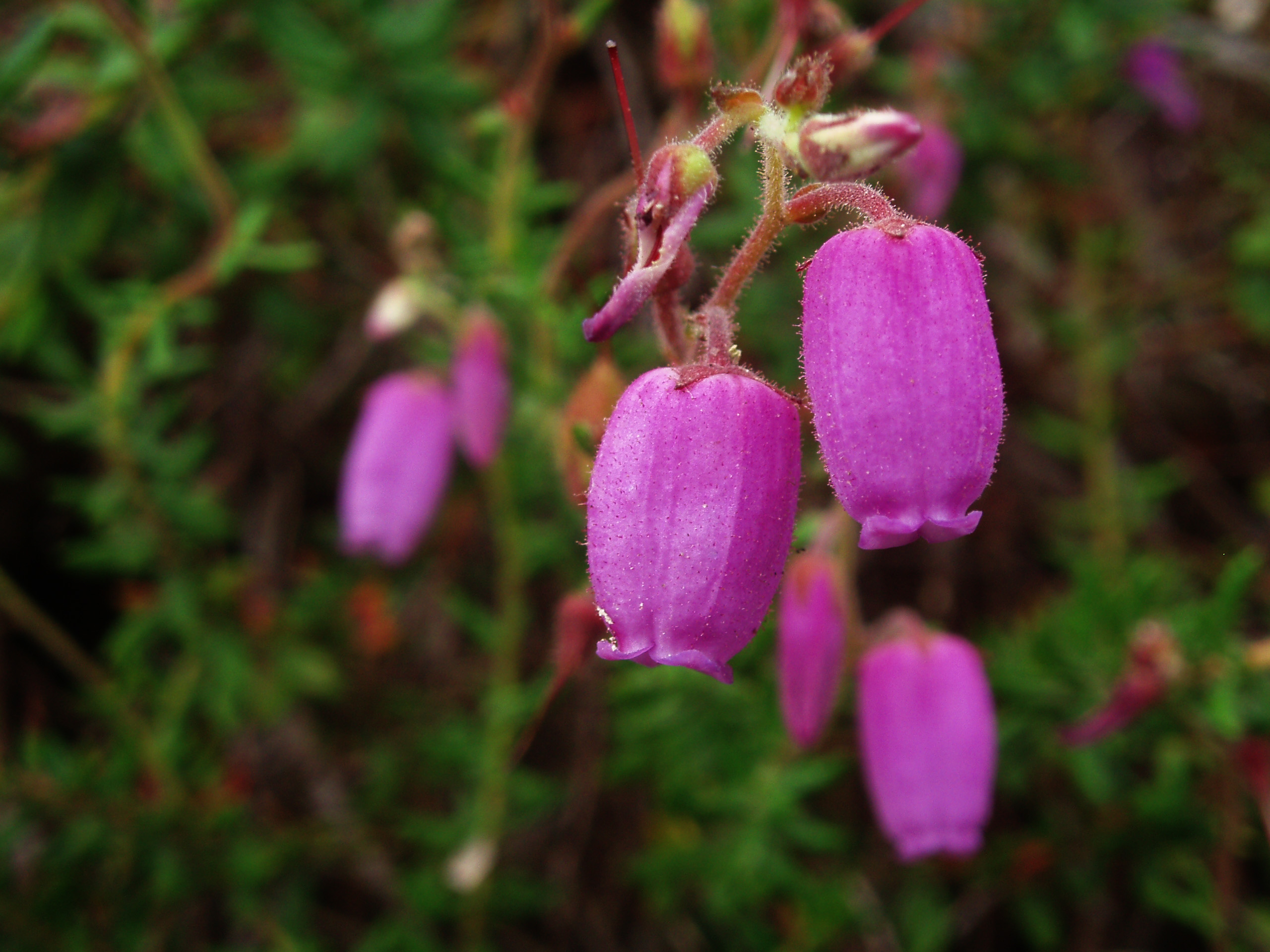
Blüten

Daboecia cantabrica ist eine Pflanzenart der Gattung Daboecia, die zur Familie der Heidekrautgewächse (Ericaceae) gehört.
Als deutscher Name der Art wird vor allem Irische Heide, seltener auch Glanzheide oder St.Dabeocs Heide verwendet. Die Gattung ist benannt nach dem hl. Dabeoc von Lough Derg, einem irischen Heiligen.

## Beschreibung
Daboecia cantabrica ist ein verholzter, reich verzweigter Zwergstrauch mit Wuchshöhen bis etwa 60 Zentimeter. Die Sträucher sind verzweigt, die fein und drüsig behaarten Einzeltriebe sind aufrecht. Die immergrünen, wechselständigen Laubblätter sind kurz gestielt, ledrig, eiförmig bis elliptisch oder verkehrt-eiförmig, stachelspitzig, ganzrandig und mit untergerolltem Blattrand. Sie sind etwa 6 bis 12 Millimeter lang, oberseits dunkelgrün und glänzend mit einigen Drüsenhaaren, unterseits durch einen dichten Haarfilz weiß gefärbt. Sie werden oft von zwei kleinen Blätter am Knoten begleitet.
Die nickenden, zwittrigen, rosa Blüten sitzen an langen, endständigen, lockeren und traubigen Blütenständen, die Blütenstiele sind dicht mit Drüsenhaaren besetzt und kürzer als die Blüten. Der kleine, kurz verwachsene Blütenkelch ist vierzipflig und drüsig-behaart. Die bauchig-glockige, urnenförmige, außen drüsig-behaarte Blütenkrone besitzt an der Spitze vier Zipfelchen, sie ist mit 12 bis 15 Millimetern Länge auffallend groß. Es sind 8 eingeschlossene Staubblätter mit pfeilförmigen Antheren vorhanden. Der drüsenhaarige Fruchtknoten ist oberständig mit knapp eingeschlossenem Griffel. Die Pflanze ähnelt dadurch einer Glockenheide (Gattung Erica) mit sehr großen Blüten. Sie unterscheidet sich u. a. durch die wechselständigen Blätter. Die Population auf den Azoren, die auch als eigenständige Art betrachtet wird, gilt auch als Unterart (subsp. azorica). Sie unterscheidet sich vor allem durch etwas kleinere Blätter und kahle Blüten.
Es werden lang drüsig-behaarte, bis 7 Millimeter lange und eiförmige, vielsamige, septizidale, geschnäbelte Kapselfrüchte mit beständigem Kelch gebildet.

## Verbreitung und Standort
Die Pflanze kommt in drei voneinander weit entfernten (disjunkten) Teil-Arealen vor. In Irland wächst sie in einem kleinen Areal in den Grafschaften Galway und Mayo im Westen der Insel. Ein größeres Areal existiert im Nordwesten der Iberischen Halbinsel, im Norden Spaniens und Portugals, mit Verbreitungszentrum im Kantabrischen Gebirge. Daboecia cantabrica ist eine Art der atlantischen Zwergstrauchheiden (spanisch: „brezales“). Sie wächst ausschließlich auf sauren, nährstoffarmen Böden mit atlantischem Klima, mit milden, frostarmen Wintern und sehr hohen Niederschlagssummen, nicht unter 1000 mm. Sie gilt als Charakterart der atlantischen Zwergstrauchheiden (Klasse Calluno-Ulicetea), in Spanien wurde eine Assoziation Daboecio-Ulicetum gallii beschrieben, als deren Charakterart sie gilt. Innerhalb ihres Areals ist die Art auf geeigneten Standorten nicht selten. Neben ihrem Vorkommen in Heideflächen wächst die Art seltener in aufgelichteten Eichenwäldern und an Waldrändern.

## Verwendung
Unter den Namen Irische Heide oder Irische Glockenheide wird die Art wegen ihrer dekorativen Blüten als Zierstrauch verwendet. Es existieren zahlreiche Zuchtformen. Viel verwendet wird eine Zuchtform, die als Hybrid aus irischen und azorischen Pflanzen erzeugt worden ist (Daboecia × scotica). Die Art ist in Mitteleuropa eingeschränkt winterhart, sie friert in harten Wintern zurück.